# Jornada Mundial de la Juventud 1997
La Jornada Mundial de la Juventud 1997 se celebró del 19 al 24 de agosto de 1997 en París. El tema de la jornada fue: Maestro, ¿dónde vives? Venid y veréis (Jn 1,38-39). A la reunión asistieron alrededor de 1.200.000 jóvenes.

## Anuncio de sede de la JMJ 1997
El papa Juan Pablo II anunció que había escogido París como sede de este encuentro internacional durante la celebración de la vigilia de la Jornada Mundial de la Juventud en Manila (víspera del 14 de enero de 1995) frente a cinco millones de personas, con éstas palabras:

« Hoy quiero anunciar que la próxima Jornada Mundial de la Juventud se celebrará en París, Francia, el verano de 1997. ¡Maria del Nuevo Adviento! Os confiamos los preparativos de este próximo encuentro alegre en el corazón de Europa. »

## Lema
El lema del encuentro fue: «Maestro, ¿dónde vives? Venid y veréis». (Jn 1,38-39).

## Himno
El himno de la 12.ª JMJ fue Maitre et Seigneur, Venu chez nous  (Maestro y Señor, venid a nosotros).